# Ривера (департамент)
Ривѐра (на испански: Rivera) е един от 19-те департамента на южноамериканската държава Уругвай. Намира се в североизточната част на страната. Общата му площ е 9370 км², а населението е 104 921 жители (2004 г.) Столицата му е едноименният град Ривера.